# Federația Română de Hochei pe Iarbă
Federația Română de Hochei pe Iarbă (FRHI), este organismul de conducere a hocheiului pe iarbă din România. Înființată în anul 1990, este membră a Comitetului Olimpic Român (COSR), a Federației Internaționale de Hochei (FIH) și a Federației Europene de Hochei (EHF).

## Vezi și
- Sportul în România
- Federația Română de Hochei pe Gheață